# Sujine
Sukhin  (ucraniano: Сухине) es una localidad del Raión de Berezivka en el Óblast de Odesa de Ucrania. Según el censo de 2001, tiene una población de 17 habitantes.